# محمد نعيم ياسين
محمد نعيم ياسين واسمه عند الولادة نعيم عبد السلام إبراهيم ياسين (أبو عمرو؛ وُلد في 11 يونيو 1943 في سلفيت – تُوفي في 2 يناير 2023 في مستشفى الأردن بعمّان) كاتب ومؤلف وأكاديمي وداعية إسلامي فلسطيني.

## حياته
وُلد محمد نعيم ياسين في 11 يونيو 1943 في بلدة سلفيت إبان الانتداب البريطاني على فلسطين حيث تلقى تعليمه المدرسي فيها وفي نابلس. التحق بجامعة دمشق وحصل على الإجازة الجامعية في الشريعة عام 1964، والإجازة الجامعية في الحقوق عام 1965.
لاحقًا أكمل الدراسات العليا، وحصل على درجة الماجستير في الشريعة الإسلامية من جامعة الأزهر عام 1968، ودرجة الماجستير في الحقوق من جامعة القاهرة عام 1968. كما وحصل على درجة الدكتوراه في الشريعة الإسلامية عام 1972 من جامعة الأزهر.
عمل أستاذًا في كلية الشريعة بالجامعة الأردنية، وكلية الشريعة والقانون بجامعة قطر، وكلية الشريعة بجامعة الكويت التي شارك بتأسيسها، وكلية الشريعة والقانون بجامعة العلوم الإسلامية العالمية بالأردن.
كما كان عضوًا في عدة هيئات وجامعات ولجان علمية أبرزها: مجلس الإفتاء الأردني، ولجنة إنشاء كلية الشريعة بجامعة الكويت، ووزارة الأوقاف والعدل الكويتية، وجامعة قطر، والجامعة الأردنية، وجامعة العلوم التطبيقية في الأردن، وكلية الدراسات الإسلامية والعربية في دبي، وجامعة الإمارات العربية المتحدة وجامعة العلوم الإسلامية العالمية.

## منح وجوائز
- عام 1964، حصل على منحة من وزارة التربية والتعليم الأردنية للدراسة الجامعية، بعد نجاحه في امتحان الثانوية العامة لعام 1960 وحصوله على مرتبة متفوقه على مستوى الضفتين.[3]
- عام 1966، حصل على منحة من وزارة التربية والتعليم الأردنية لدراسة الماجستير.[3]
- عام 1968، حصل على منحة من وزارة التربية والتعليم الأردنية لدراسة الدكتوراه.[3]
- عام 1989، حصل على جائزة المنظمة الإسلامية للعلوم الطبية في مجال الفقه الطبي والتي تمنحها مؤسسة الكويت للتقدم العلمي.[3]

## مؤلفاته
ألف محمد نعيم ياسين العديد من الكتب وساهم في كتب أخرى، كما وله عدة بحوث قدمت في ندوات ومؤتمرات علمية منشورة، ومقالات وتقارير أخرى غير منشورة ومن أبرز كتبه:
1. "تأصيل فقه الأولويات: دراسة مقاصدية تحليلية"
2. "نظرية الدعوى: بين الشريعة الإسلامية وقانون المرافعات المدنية والتجارية"
3. "فقه التعامل مع قوى الشر والباطل"
4. "افتراءات حول طرق انتشار الإسلام"
5. "مذكرات في فقه الجنايات والعقوبات"
6. "الاستفادة من صيغة الوقف في حل المنازعات الدولية والوقاية منها"
7. "قضايا زكوية معاصرة"
8. "أبحاث فقهية في قضايا الزكاة معاصرة"
9. "أبحاث فقهية في قضايا طبية معاصرة"
10. "قضايا فكرية معاصرة"
11. "أثر الإسلام في تكوين الشخصية الجهادية"
12. "السياسة الشرعية في إعفاء أهل الزكاة من الضرائب الوضعية"
13. “نعمة الإيمان”- الأردن- وزارة الأوقاف 1973م.
14. “الجهاد: ميادينه وأساليبه”- مكتبة الأقصى- عمان- الأردن 1981.
15. “الإيمان: أركانه- حقيقته – نواقضه”- مكتبة الأقصى، عمان عام 1978.
16. “الوجيز في الفقه الجنائي الإسلامي” – دار الفرقان- الأردن 1982.
17. “حقيقة الجهاد في الإسلام”- الكويت- دار الأرقم عام 1984.
18. "العقل وعلاقته بالنص الشرعي"
19. "حقيقة الجهاد في الإسلام"
20. “افتراءات حول غايات الجهاد” – الكويت- دار الأرقم 1984.
21. “وظيفة المؤمنين في التصور الإسلامي”- دار العدوي- عمان – الأردن- 1984.
22. “الخائفون من الإسلام: لماذا؟” – عمان 1984.
23. “قوى الإنسان بين هدي الرحمن وغواية الشيطان”- القاهرة، دار الأمان عام 1985.
24. “مباحث في العقل” – نشر دار النفائس – عمان – الأردن 2011.

## وفاته
تُوفي يوم الإثنين 9 جمادى الآخرة 1444 هـ الموافق 2 يناير 2023 م في مستشفى الأردن بالعاصمة الأردنية عمّان. ودُفن في مقابر شمال عمان في شفا بدران في 3 يناير 2023. كانت حركة حماس قد نعته في بيان صدر عنها عقب خبر وفاته.